# Obozniwka (obwód kirowohradzki)
Obozniwka (ukr. Обознівка) – wieś na Ukrainie, w obwodzie kirowohradzkim, w rejonie kropywnyckim, w hromadzie Kateryniwka. W 2001 liczyła 851 mieszkańców.